# Niccolò da Verona
Niccolò da Verona (14. století) byl italský právník, notář a básník, považovaný za jednoho z hlavních představitelů středověké frankoitalské literatury. Pro svá díla čerpal inspiraci z mnoha zdrojů, a to jak z francouzských eposů, tak z antických i křesťanských dějin.
O jeho životě není prakticky nic známo. Jisté je, že pocházel z Verony, že v roce 1343 pobýval na ferarském dvoře knížete Nicola I. d'Este a že je autorem tří básnických děl, napsaných v alexandrínech ve frankoitalštině, založené na benátském dialektu.
S největší pravděpodobností byl notářem a právníkem Padovské univerzity.

## Dílo
- Prise de Pampelune (asi 1328, Dobytí Pamplony), chanson de geste, pokračování anonymní písně L'Entrée d'Espagne (Vpád do Španěl), se kterou tvoří jakýsi prolog k Písni o Rolandovi. Obsahem eposu je popis vítězných bojů krále Karla Velikého se Saracény ve Španělsku.[3]
- Pharsale (asi 1343), epos, volná adaptace Lucanova díla Farsalské pole.[4]
- Passion, poslední básníkovo dílo, utrpení a smrt Ježíše Krista doplněné citáty z evangelií a Starého zákona.[5]